# Liste der Biografien/Tum
Liste der Biografien |
Portal Biografien |
Personensuche
# |
A |
B |
C |
D |
E |
F |
G |
H |
I |
J |
K |
L |
M |
N |
O |
P |
Q |
R |
S |
T |
U |
V |
W |
X |
Y |
Z |
?
 
Ta |
Tc |
Te |
Tf |
Tg |
Th |
Ti |
Tj |
Tk |
Tl |
Tm |
To |
Tq |
Tr |
Ts |
Tu |
Tv |
Tw |
Tx |
Ty |
Tz
 
Tua |
Tub |
Tuc |
Tud |
Tue |
Tuf |
Tug |
Tuh |
Tui |
Tuj |
Tuk |
Tul |
Tum |
Tun |
Tuo |
Tup |
Tuq |
Tur |
Tus |
Tut |
Tuu |
Tuv |
Tuw |
Tux |
Tuy |
Tuz
Die Liste der Biografien führt alle Personen auf, die in der deutschsprachigen Wikipedia einen Artikel haben. Dieses ist eine Teilliste mit 85 Einträgen von Personen, deren Namen mit den Buchstaben „Tum“ beginnt.

## Tum
- Tum, Hervé (* 1979), kamerunischer Fußballspieler

### Tuma
- Tuma, Adolf (* 1956), österreichischer Briefmarkenkünstler
- Tuma, Alexander (1888–1970), österreichischer Kürschner und Autor
- Tuma, Axel (* 1963), deutscher Wirtschaftswissenschaftler
- Tuma, Davud (* 1996), deutscher Fußballspieler
- Tůma, František Ignác (1704–1774), tschechischer Komponist
- Tuma, Hama (* 1949), äthiopischer Schriftsteller
- Tuma, Jaroslav (* 1947), tschechisch-niederländischer Eishockeyspieler
- Tůma, Jaroslav (* 1956), tschechischer Organist
- Tůma, Karel (1843–1917), tschechischer Journalist, Schriftsteller und Politiker
- Tuma, Peter (* 1938), deutscher Maler
- Tuma, Romeu (1931–2010), brasilianischer Politiker, Senator für den Bundesstaat São Paulo und ehemaliger Leiter der Bundespolizei
- Tuma, Tanja (* 1964), slowenische Schriftstellerin und Verlegerin
- Tuma, Thomas (* 1964), deutscher Journalist und Autor
- Tuma, Vítězslav (* 1971), tschechischer Fußballspieler
- Tuman Bay († 1517), Sultan der Mamluken in Ägypten (1516–1517)
- Tuman, Cansu Büşra (* 1994), türkische Schauspielerin
- Tumani, Ayhan (* 1971), deutsch-türkischer Fußballspieler
- Tumanjan, Howhannes (1869–1923), armenischer Dichter
- Tumanow, Alexei Tichonowitsch (1909–1976), sowjetischer Werkstoffwissenschaftler
- Tumanow, Wadim Iwanowitsch (1927–2024), russischer Bergbau-Unternehmer
- Tumanowa, Jelena (* 1965), sowjetische Eisschnellläuferin
- Tumanski, Sergei Konstantinowitsch (1901–1973), sowjetischer Triebwerkskonstrukteur
- Tumanyan, Nune (* 1963), armenische Künstlerin und Bildhauerin
- Tumaole Bane, Augustinus (* 1947), lesothischer römisch-katholischer Ordensgeistlicher, Bischof von Leribe
- Tumarkin, Anna (1875–1951), russisch-schweizerische Philosophin
- Tumarkin, Igael (1933–2021), deutsch-israelischer Bildhauer, Land-Art-Künstler und Fotograf
- Tumarkin, Yon (* 1989), israelischer Schauspieler
- Tumat, Antje (* 1971), deutsche Musikwissenschaftlerin und Professorin an der Universität Paderborn

### Tumb
- Tumba, Sven (1931–2011), schwedischer Eishockey-, Fußball- und Golfspieler
- Tumbar, Eylül (* 2002), türkische Schauspielerin
- Tumbas, Ivan (* 1987), serbischer Eishockeyspieler
- Tumbinai Khan, Herrscher der Mongolen
- Tumblety, Francis († 1903), mutmaßlicher SerienmörderFrancis Tumblety († 1903)

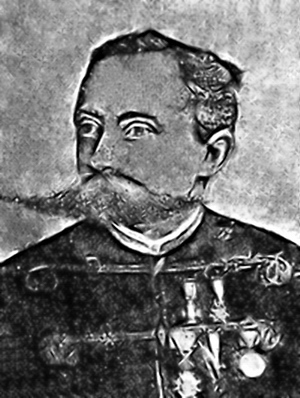
Francis Tumblety († 1903)

- Tumbrägel, Anton (1925–2000), deutscher katholischer Priester und Erforscher von Hausinschriften
- Tumbült, Georg (1856–1947), deutscher Archivar, Historiker
- Tumburus, Paride (1939–2015), italienischer Fußballspieler

### Tume
- Tumellero, Romano (* 1948), italienischer Radrennfahrer
- Tumen (* 1992), Schweizer Rapper
- Tumėnas, Antanas (1880–1946), litauischer Jurist und Politiker
- Tumėnas, Stasys (* 1958), litauischer Journalist und Politiker, Vizebürgermeister von Šiauliai
- Tumengkol, Poppy, indonesische Badmintonspielerin
- Tümer, Nejat (1924–2011), türkischer Admiral und Politiker
- Tümer, Ulaş Berkim (* 2002), türkischer Bogenschütze

### Tumf
- Tumforde, Benedikt (* 1882), deutscher Dirigent und Militärmusiker

### Tumi
- Tumi, Christian Wiyghan (1930–2021), kamerunischer Kardinal und Erzbischof von Douala
- Tumi, Michael (* 1990), italienischer Sprinter
- Tumiati, Gualtiero (1876–1971), italienischer Schauspieler und Regisseur
- Tumicz, Łukasz (* 1985), polnischer Fußballspieler
- Tumilowitsch, Alina (* 1990), belarussische Turnerin

### Tuml
- Tumler, Alice (* 1978), österreichische FernsehmoderatorinAlice Tumler (* 1978)

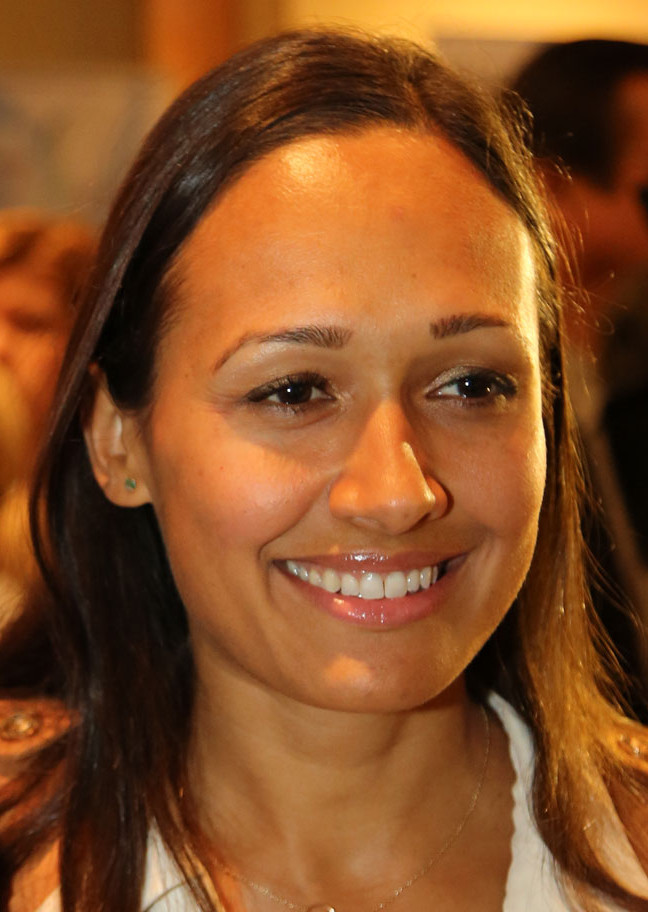
Alice Tumler (* 1978)

- Tumler, Franz (1912–1998), österreichischer Schriftsteller mit starkem Südtirolbezug
- Tumler, Marian (1887–1987), österreichischer Ordensgeistlicher, Hochmeister des Deutschen Ordens
- Tumler, Thomas (* 1989), Schweizer SkirennfahrerThomas Tumler (* 1989)

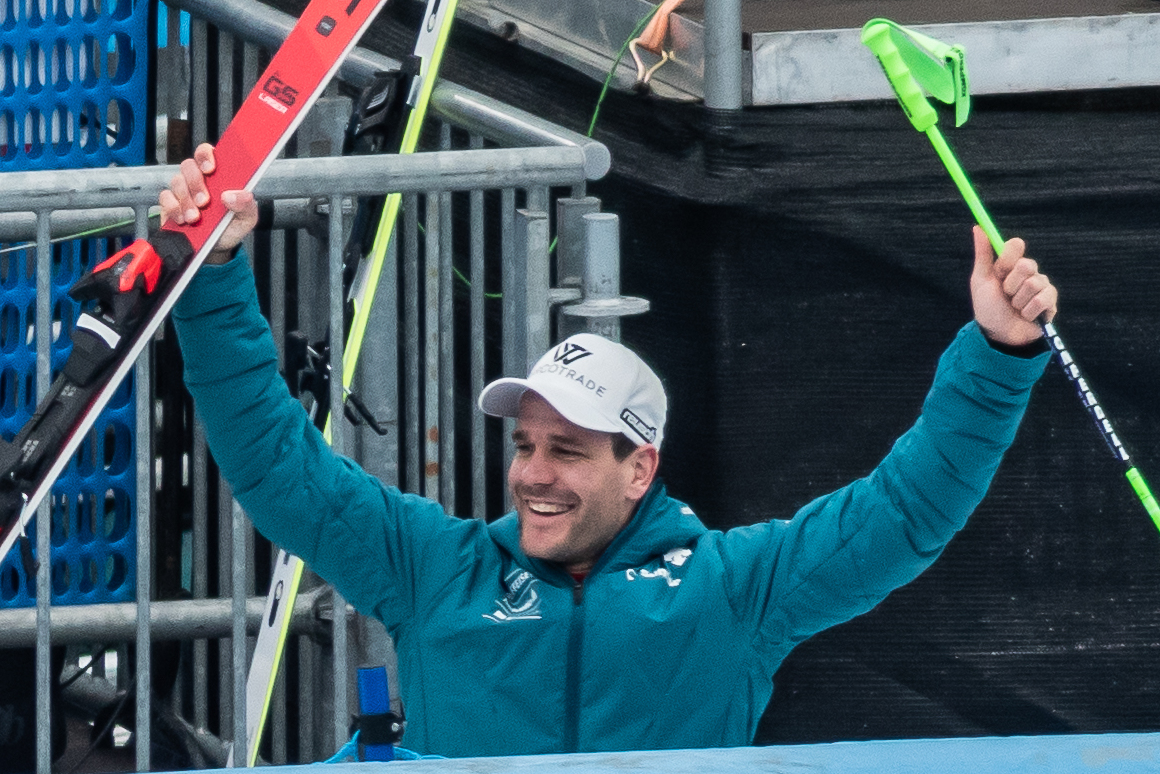
Thomas Tumler (* 1989)

- Tumlirz, Otto (1890–1957), österreichischer Psychologe und Pädagoge
- Tumlirz, Ottokar (1856–1928), böhmischer Physiker

### Tumm
- Tummel, William (1892–1977), US-amerikanischer Regieassistent
- Tummers, Erik (* 1985), niederländischer Eishockeyspieler
- Tumminelli, Paolo (* 1967), italienischer Designer und Hochschullehrer
- Tumminello, Marco (* 1998), italienischer Fußballspieler
- Tümmler, Bodo (* 1943), deutscher Leichtathlet
- Tümmler, Hans (1906–1997), deutscher Historiker, Germanist und Gymnasialleiter
- Tümmler, Manfred (1936–1990), deutscher Synchronsprecher und Filmschauspieler

### Tumo
- Tumo, David Barmasai (* 1989), kenianischer Marathonläufer
- Tumolero, Nicola (* 1994), italienischer Eisschnellläufer
- Tümönbajew, Ruslan (* 1986), kirgisischer Ringer
- Tůmová, Marie (1866–1925), tschechische Lehrerin und Frauenrechtlerin

### Tump
- Tumpa, Apiaoeki († 1892), bolivianischer indigener Volksheld
- Tumpek, György (1929–2022), ungarischer Schwimmer
- Tümpel, Christian (1937–2009), deutscher Kunsthistoriker und Theologe, Spezialist für Rembrandt und Barockikonografie
- Tumpel, Herbert (1948–2018), österreichischer Volkswirt, Präsident der österreichischen Bundesarbeiterkammer (2006)Herbert Tumpel (1948–2018)

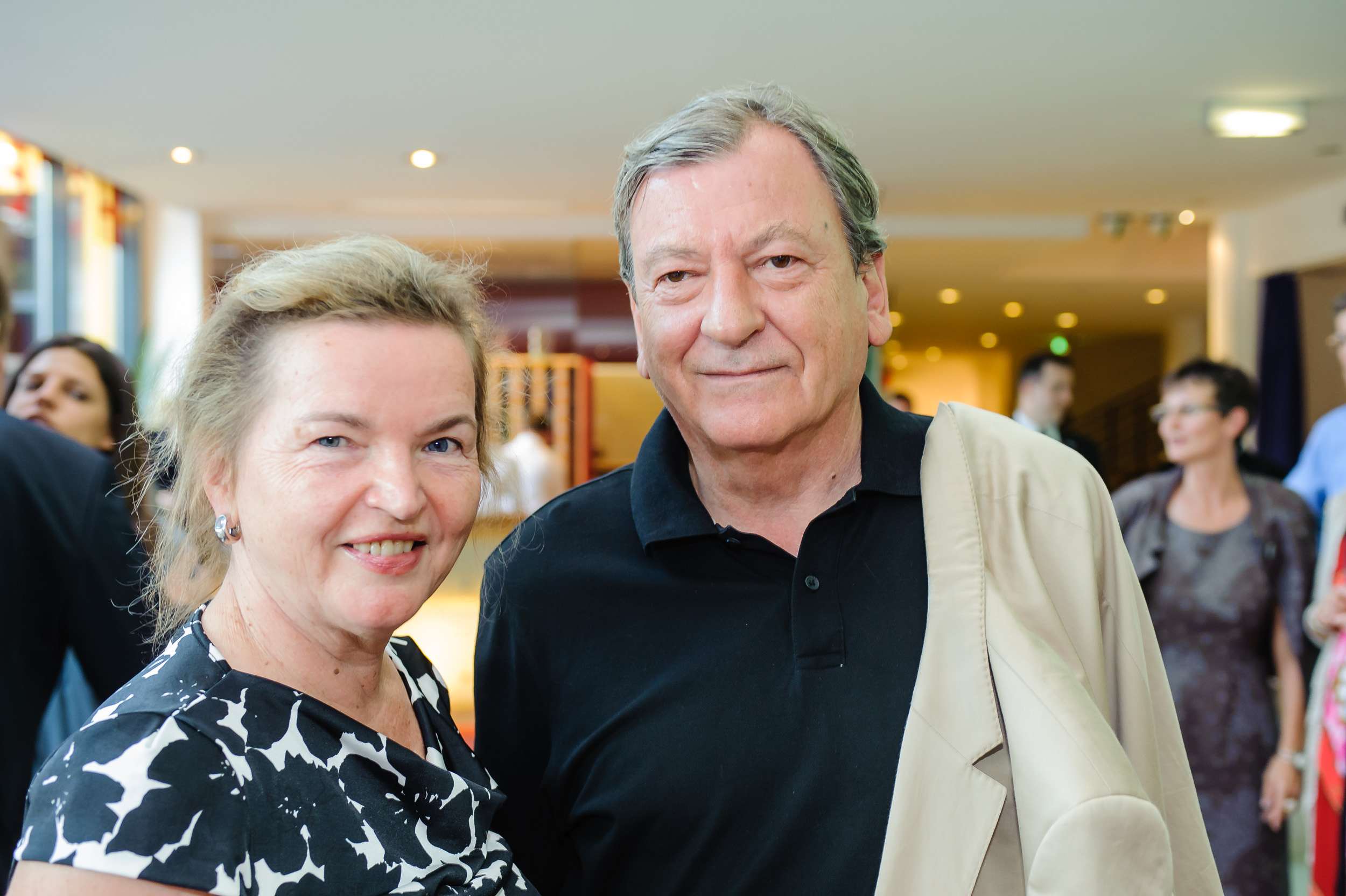
Herbert Tumpel (1948–2018)

- Tümpel, Karl (1855–1940), deutscher Gymnasiallehrer, Klassischer Philologe und Historiker
- Tumpel, Michael (* 1964), österreichischer Wirtschaftswissenschaftler und Hochschullehrer
- Tümpel, Wolfgang (1903–1978), deutscher Bauhaus-Künstler, Designer, Gold- und Silberschmied
- Tumpel-Gugerell, Gertrude (* 1952), österreichische Bankmanagerin
- Tumphart, Stephan (* 1992), österreichischer Tennisspieler
- Tümpling, Adam von (1781–1871), preußischer General der Kavallerie
- Tümpling, Georg Wolf von (1713–1777), preußischer Oberst, Chef des Garnisonsregiments Nr. 2
- Tümpling, Otto Wilhelm von (1660–1730), sachsen-merseburgischer Hofmarschall, kursächsischer Kammerherr und Stiftsdirektor von Zeitz
- Tümpling, Wilhelm von (1809–1884), preußischer General der Kavallerie

### Tums
- Tumsa, Gudina (1929–1979), äthiopischer Theologe

### Tumt
- Tumtön Lodrö Dragpa (1106–1166), Gründer des Narthang-Klosters der Kadam-Schule

### Tumu
- Tumulty, T. James (1913–1981), US-amerikanischer Politiker
- Tumurtogoo, Domii (* 1938), mongolischer Linguist und Hochschullehrer
- Tumuti, Boniface (* 1992), kenianischer Hürdenläufer und Sprinter